# Rathaus (Sömmerda)

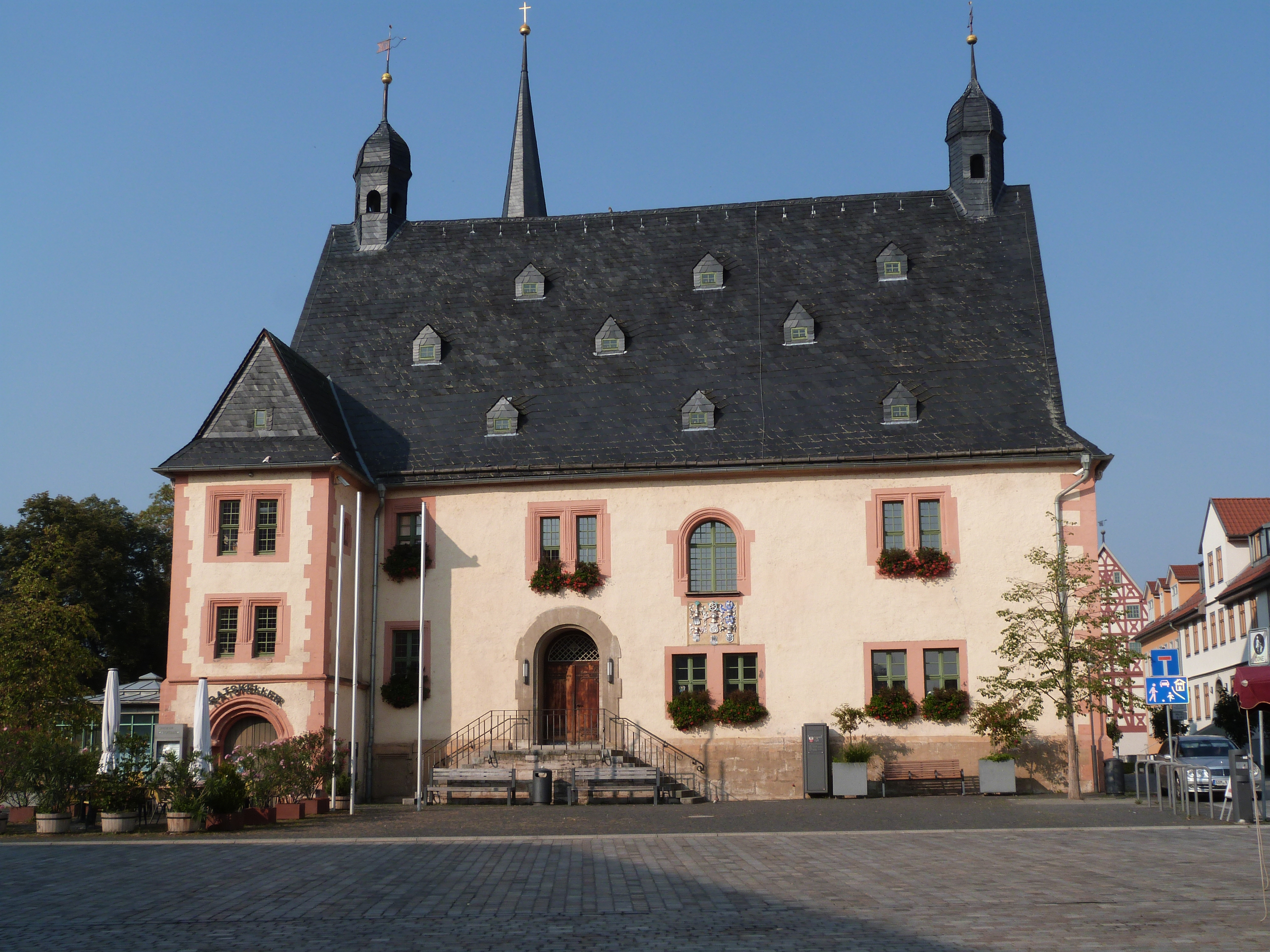
Rathaus Sömmerda

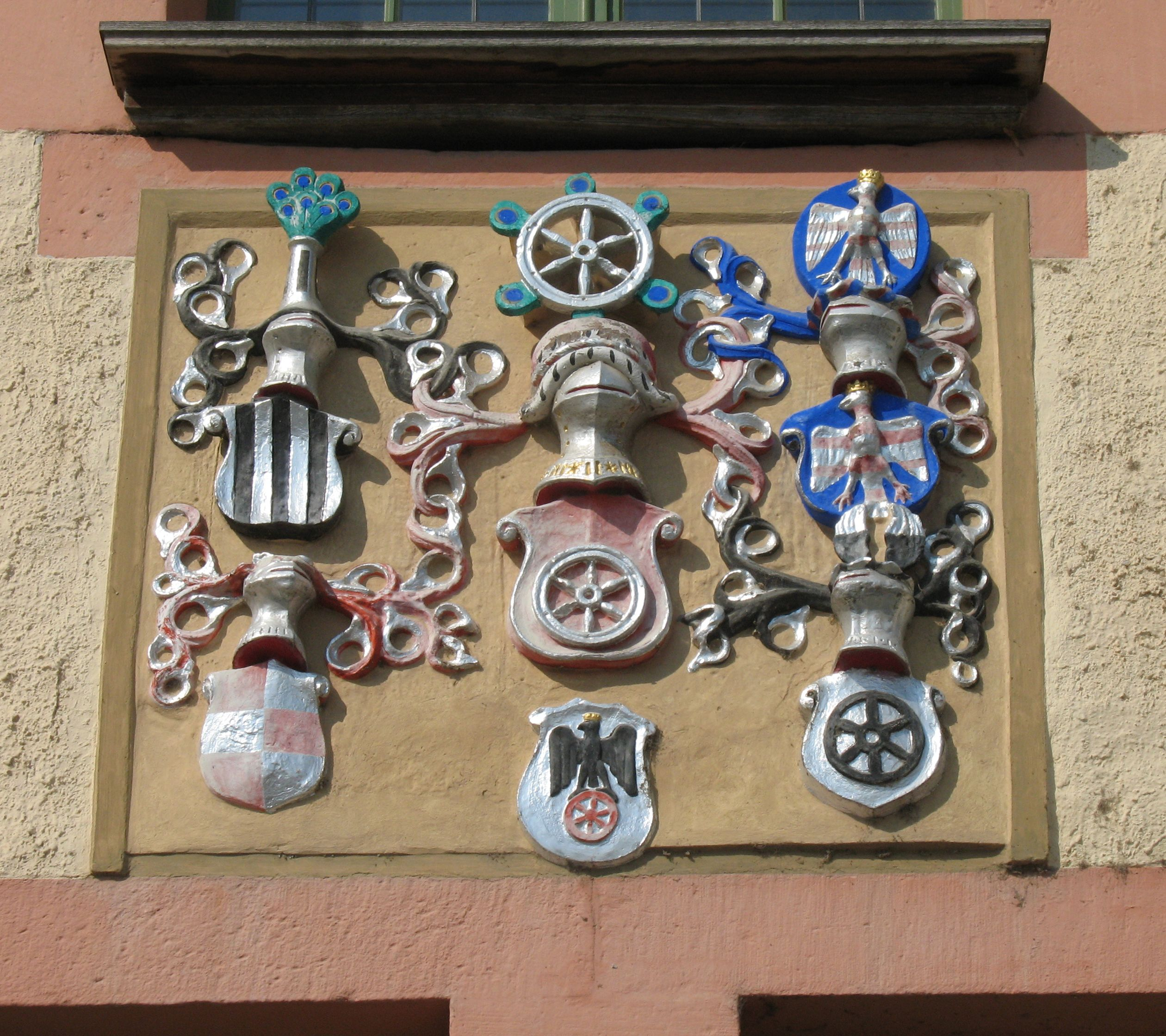
Wappen

Das zweigeschossige Rathaus von Sömmerda, der Kreisstadt des Landkreises Sömmerda in Thüringen, steht am Marktplatz neben der evangelischen Kirche St. Bonifatius.

## Beschreibung
Der nach Osten gewandte Hauptflügel des Rathauses, ein zweigeschossiger Renaissancebau, wurde 1539 vollendet, wie eine Bauinschrift an der Südseite bezeugt. Der verputzte Massivbau ist mit einem Satteldach bedeckt, aus dem sich zwei Dachreiter erheben. An der Südostecke befindet sich ein Risalit mit dem Portal zum Ratskeller. An allen Seiten des Hauptflügels sind einzeln und paarweise eingesetzte Fenster aus der Erbauungszeit. Das neue Rathaus wurde im südlichen Bereich 1554 angebaut. Die westlichen Teile des Rathauses stammen aus dem 18. Jahrhundert. Bis 1834 besaß das Rathaus eine zweiseitig überdachte Treppe, die zum großen Rathaussaal führte. Die heutige zweiläufige Freitreppe, die zum Portal führt, wurde erst im 20. Jahrhundert angelegt. Im Bereich des Portals befindet sich ein Relief mit den Wappen der Städte Erfurt und Sömmerda.